# Türkiye Kupası 2019/20
Der Türkische Fußballpokal 2019/20 war die 58. Austragung des Fußballpokalwettbewerbs der Herren. Der Pokalwettbewerb begann am 27. August 2019 mit der 1. Runde. Das Finale sollte am 5. Mai 2020 stattfinden. Aufgrund der COVID-19-Pandemie wurde das Endspiel auf den 29. Juli 2020 verschoben.

## Teilnehmende Mannschaften
| Süper Lig die 18 Vereine der Saison 2019/20 | TFF 1. Lig die 18 Vereine der Saison 2019/20 | TFF 2. Lig die 36 Vereine der Saison 2019/20 | TFF 3. Lig die 53 Vereine der Saison 2019/20 | Bölgesel Amatör Lig 35 Mannschaften |
| Alanyaspor Antalyaspor Beşiktaş Istanbul Çaykur Rizespor Denizlispor Fenerbahçe Istanbul Galatasaray Istanbul (TV) Gaziantep FK Gençlerbirliği Ankara Göztepe Izmir Kasımpaşa Istanbul Kayserispor Konyaspor MKE Ankaragücü Istanbul Başakşehir FK Sivasspor Trabzonspor Yeni Malatyaspor | Adana Demirspor Adanaspor Akhisarspor Altay Izmir Altınordu Izmir Balıkesirspor BB Erzurumspor Boluspor Bursaspor Eskişehirspor Fatih Karagümrük SK Giresunspor Hatayspor İstanbulspor Keçiörengücü Menemenspor Osmanlıspor FK Ümraniyespor | 1922 Konyaspor Afjet Afyonspor Amed SK Ankara Demirspor Bandırmaspor Başkent Akademi FK Bayburt Grup İl Özel İdare GS BB Bodrumspor Çorum FK Elazığspor Ergene Velimeşe SK Etimesgut Belediyespor Eyüpspor Gümüşhanespor Hacettepe SK Hekimoğlu Trabzon İnegölspor Kahramanmaraşspor Kardemir Karabükspor Kastamonuspor 1966 Kırklarelispor Kırşehir Belediyespor Manisa FK Niğde Anadolu FK Pendikspor Sakaryaspor Samsunspor Sancaktepe FK Şanlıurfaspor Sarıyer SK Sivas Belediyespor Tarsus İdman Yurdu Tuzlaspor Utaş Uşakspor Vanspor FK Zonguldak Kömürspor | 24Erzincanspor 68 Aksaray Belediyespor 1877 Alemdağspor 1954 Kelkit Belediyespor Ağrı 1970 SK Altındağ Belediyespor Artvin Hopaspor Batman Petrolspor Bayrampaşaspor Belediye Derincespor Buca FK Büyükçekmece Tepecikspor Çankaya FK Çatalcaspor Cizrespor Darıca Gençlerbirliği Düzcespor Diyarbekirspor Elazığ Belediyespor FK Erbaaspor Erokspor Erzin Belediyespor Fatsa Belediyespor Fethiyespor Gaziantepspor Gölcükspor Halide Edip Adıvar SK Karacabey Belediyespor Karaköprü Belediyespor Karşıyaka SK Kemerspor 2003 Kızılcabölükspor Kocaelispor Kozan Belediyespor Malatya Yeşilyurt Belediyespor Manisaspor Modafenspor Muğlaspor Nazilli Belediyespor Nevşehirspor GK Ofspor Osmaniyespor Payasspor Pazarspor Serik Belediyespor Silivrispor Şile Yıldızspor Somaspor Sultanbeyli Belediyespor Tokatspor Turgutluspor Yeni Orduspor Yomraspor Yozgatspor 1959 FK | 12 Bingölspor 1074 Çankırıspor Akşehirspor Bartınspor Bigaspor Bitlis Özgüzelderespor Boyabat 1868 Spor Bozüyük Vitraspor Bucak Belediye Oğuzhanspor Bursa Yıldırımspor Çarşambaspor Çubukspor Futbol AŞ Dersimspor Edirnespor Görelespor Hendekspor Hoçvanspor İçel İdmanyurdu Iğdır Es Spor Isparta 32 Spor Kahta 02 Spor Karaman Belediyespor Kars 36 Spor Kastamonu Özel İdare KH Kepez Belediyespor Kilis Belediyespor Kırıkkale Büyük Anadoluspor Maltepespor Mardin Büyükşehir Başakspor Merzifonspor Muş Menderesspor Siirt İl Özel İdaresi SK TKİ Tavşanlı Linyitspor Yalova Kadıköyspor Yüksekova Belediyespor |

## Termine
Die Spielrunden sollen an folgenden Terminen ausgetragen werden:
- 1. Hauptrunde: 27. bis 29. August 2019 (Auslosung am 19. August)
- 2. Hauptrunde: 10. bis 12. September 2019 (Auslosung am 2. September)
- 3. Hauptrunde: 24. bis 26. September 2019 (Auslosung am 17. September)
- 4. Hauptrunde: 29. bis 31. Oktober 2019 (Auslosung am 3. Oktober)
- 5. Hauptrunde: 3. bis 5. Dezember 2019 (Hinspiele), 17. bis 19. Dezember 2019 (Rückspiele), (Auslosung am 6. November)
- Achtelfinale: 14. bis 16. Januar 2020 (Hinspiele), 21. bis 23. Januar 2020 (Rückspiele)
- Viertelfinale: 4. bis 6. Februar 2020 (Hinspiele), 11. bis 13. Februar 2020 (Rückspiele)
- Halbfinale: 3. bis 5. März 2020 (Hinspiele), 21. bis 23. April 2020 (Rückspiele)
- Finale: 21. Mai 2020

## 1. Hauptrunde
In der 1. Runde nahmen 35 Mannschaften der Bölgesel Amatör Lig teil und die neun Aufsteiger der Bölgesel Amatör Lig in die TFF 3. Lig.
| Datum            |                                | Ergebnis              |                             |
| ---------------- | ------------------------------ | --------------------- | --------------------------- |
| 28.08. 13:00 Uhr | Yozgatspor 1959 FK             | 0:0 n. V. (4:2 i. E.) | 68 Aksaray Belediyespor     |
| 28.08. 14:30 Uhr | Malatya Yeşilyurt Belediyespor | 5:0 (2:0)             | 12 Bingölspor               |
| 28.08. 14:30 Uhr | Ağrı 1970 SK                   | 5:0 (2:0)             | Iğdır Es Spor               |
| 28.08. 14:30 Uhr | 1954 Kelkit Belediyespor       | 0:0 n. V. (5:4 i. E.) | Çarşambaspor                |
| 28.08. 15:00 Uhr | Kastamonu Özel İdare KH        | 0:0 n. V. (4:3 i. E.) | Bartınspor                  |
| 28.08. 15:00 Uhr | İçel İdmanyurdu                | 1:0 (1:0)             | Kepez Belediyespor          |
| 28.08. 15:30 Uhr | Maltepespor                    | 1:0 (0:0)             | Hendekspor                  |
| 28.08. 15:30 Uhr | 1877 Alemdağspor               | 3:1 (2:0)             | Modafenspor                 |
| 28.08. 15:30 Uhr | Belediye Derincespor           | 2:3 n. V. (2:2, 1:2)  | Edirnespor                  |
| 28.08. 15:30 Uhr | Somaspor                       | 1:1 n. V. (4:3 i. E.) | Akşehirspor                 |
| 29.08. 12:30 Uhr | Muş Menderesspor               | 2:1 (2:0)             | Bitlis Özgüzelderespor      |
| 29.08. 14:30 Uhr | Yüksekova Belediyespor         | 0:2 (0:0)             | Siirt İl Özel İdaresi SK    |
| 29.08. 14:30 Uhr | Kars 36 Spor                   | 1:0 (1:0)             | Hoçvanspor                  |
| 29.08. 14:30 Uhr | Görelespor                     | 1:0 (0:0)             | Merzifonspor                |
| 29.08. 14:30 Uhr | 1074 Çankırıspor               | 2:0 (0:0)             | Boyabat 1868 Spor           |
| 29.08. 14:30 Uhr | Kilis Belediyespor             | 1:0 n. V.             | Dersimspor                  |
| 29.08. 14:30 Uhr | Mardin Büyükşehir Başakspor    | 2:1 (0:0)             | Kahta 02 Spor               |
| 29.08. 15:00 Uhr | Karaman Belediyespor           | 1:0 (0:0)             | Bucak Belediye Oğuzhanspor  |
| 29.08. 15:00 Uhr | Çubukspor Futbol AŞ            | 1:3 (1:1)             | Kırıkkale Büyük Anadoluspor |
| 29.08. 15:30 Uhr | Yalova Kadıköyspor             | 0:0 n. V. (3:4 i. E.) | Bigaspor                    |
| 29.08. 15:30 Uhr | Bursa Yıldırımspor             | 1:0 (0:0)             | Bozüyük Vitraspor           |
| 29.08. 15:30 Uhr | TKİ Tavşanlı Linyitspor        | 1:0 (0:0)             | Isparta 32 Spor             |

## 2. Hauptrunde
In der 2. Hauptrunde nahmen die 22 Sieger aus der 1. Hauptrunde sowie die Mannschaften aus der TFF 3. Lig teil.
| Datum            |                                | Ergebnis              |                             |
| ---------------- | ------------------------------ | --------------------- | --------------------------- |
| 10.09. 12:00 Uhr | Kars 36 Spor                   | 0:0 n. V. (3:4 i. E.) | Pazarspor                   |
| 10.09. 14:00 Uhr | Yeni Orduspor                  | 0:2 (0:1)             | Fatsa Belediyespor          |
| 10.09. 14:00 Uhr | Kemerspor 2003                 | 2:0 (0:0)             | Karaman Belediyespor        |
| 10.09. 14:30 Uhr | 1877 Alemdağspor               | 2:0 (0:0)             | Çatalcaspor                 |
| 10.09. 17:30 Uhr | Kocaelispor                    | 3:1 (0:1)             | Gölcükspor                  |
| 10.09. 18:00 Uhr | İçel İdmanyurdu                | 1:0 (0:0)             | Serik Belediyespor          |
| 11.09. 12:00 Uhr | Ağrı 1970 SK                   | 3:3 n. V. (4:2 i. E.) | Artvin Hopaspor             |
| 11.09. 13:30 Uhr | 1954 Kelkit Belediyespor       | 1:0 (0:0)             | Ofspor                      |
| 11.09. 13:30 Uhr | Görelespor                     | 3:0 (1:0)             | Yomraspor                   |
| 11.09. 13:30 Uhr | Malatya Yeşilyurt Belediyespor | 0:5 (0:4)             | Elazığ Belediyespor FK      |
| 11.09. 13:30 Uhr | Cizrespor                      | 1:1 n. V. (5:6 i. E.) | Diyarbekirspor              |
| 11.09. 13:30 Uhr | Karaköprü Belediyespor         | 1:2 (0:1)             | Siirt İl Özel İdaresi SK    |
| 11.09. 13:30 Uhr | Batman Petrolspor              | 1:3 (1:1)             | Mardin Büyükşehir Başakspor |
| 11.09. 14:00 Uhr | 1074 Çankırıspor               | 5:2 (3:1)             | Kastamonu Özel İdare KH     |
| 11.09. 14:00 Uhr | Çankaya FK                     | 1:4 (0:1)             | Kırıkkale Büyük Anadoluspor |
| 11.09. 14:00 Uhr | Altındağ Belediyespor          | 1:2 (1:0)             | Yozgatspor 1959 FK          |
| 11.09. 14:00 Uhr | Tokatspor                      | 0:2 (0:0)             | Erbaaspor                   |
| 11.09. 14:00 Uhr | Ezinspor                       | 3:1 (1:0)             | Kilis Belediyespor          |
| 11.09. 14:00 Uhr | Nevşehirspor GK                | 0:1 (0:0)             | Osmaniyespor                |
| 11.09. 14:00 Uhr | Kozanspor                      | 0:3 (0:2)             | Payasspor                   |
| 11.09. 14:30 Uhr | Silivrispor                    | 2:0 n. V.             | Bursa Yıldırımspor          |
| 11.09. 14:30 Uhr | Maltepespor                    | 1:3 (1:2)             | Erokspor                    |
| 11.09. 14:30 Uhr | Şile Yıldızspor                | 1:2 n. V. (1:1, 1:0)  | Karacabey Birlikspor        |
| 11.09. 14:30 Uhr | Bayrampaşaspor                 | 4:1 (1:1)             | Bigaspor                    |
| 11.09. 14:30 Uhr | Düzcespor                      | 0:2 (0:0)             | Darıca Gençlerbirliği       |
| 11.09. 14:30 Uhr | Manisaspor                     | 1:2 (0:1)             | Turgutluspor                |
| 11.09. 14:30 Uhr | Büyükçekmece Tepecikspor       | 1:0 (0:0)             | Halide Edip Adıvar SK       |
| 11.09. 17:30 Uhr | Buca FK                        | 2:2 n. V. (3:5 i. E.) | Nazilli Belediyespor        |
| 11.09. 18:00 Uhr | Fethiyespor                    | 3:2 (1:0)             | Kızılcabölükspor            |
| 12.09. 12:00 Uhr | 24Erzincanspor                 | 3:1 (2:0)             | Muş Menderesspor            |
| 12.09. 14:00 Uhr | Sultanbeyli Belediyespor       | 0:1 (0:0)             | Edirnespor                  |
| 12.09. 17:30 Uhr | Karşıyaka SK                   | 0:0 n. V. (2:4 i. E.) | Muğlaspor                   |

## 3. Hauptrunde
An der 3. Hauptrunde nahmen die 33 Sieger aus der 2. Hauptrunde teil. Außerdem kamen die Mannschaften aus der TFF 1. Lig, TFF 2. Lig sowie Gaziantep FK, Gençlerbirliği Ankara, Göztepe Izmir, Kasımpaşa Istanbul und Denizlispor dazu.
| Datum            |                             | Ergebnis              |                               |
| ---------------- | --------------------------- | --------------------- | ----------------------------- |
| 24.09. 12:00 Uhr | Yeni Çorumspor              | 0:1 (0:0)             | Kasımpaşa Istanbul            |
| 24.09. 13:00 Uhr | Mardin Büyükşehir Başakspor | 0:2 n. V. (0:0)       | Altay Izmir                   |
| 24.09. 13:00 Uhr | Payasspor                   | 0:0 n. V. (5:3 i. E.) | Boluspor                      |
| 24.09. 14:00 Uhr | Somaspor                    | 1:2 (0:1)             | Keçiörengücü                  |
| 24.09. 14:00 Uhr | Erokspor                    | 1:0 (0:0)             | Utaş Uşakspor                 |
| 24.09. 14:00 Uhr | Edirnespor                  | 3:4 n. V. (1:1, 1:1)  | BB Erzurumspor                |
| 24.09. 14:00 Uhr | 1877 Alemdağspor            | 0:3 (0:1)             | Sancaktepe FK                 |
| 24.09. 14:00 Uhr | Muğlaspor                   | 1:3 (0:0)             | Bursaspor                     |
| 24.09. 14:00 Uhr | Karacabey Belediyespor      | 2:0 (0:0)             | Ümraniyespor                  |
| 24.09. 15:00 Uhr | Altınordu Izmir             | 0:0 n. V. (4:2 i. E.) | 1922 Konyaspor                |
| 24.09. 15:30 Uhr | Şanlıurfaspor               | 0:1 n. V. (0:0)       | 24Erzincanspor                |
| 24.09. 17:30 Uhr | Balıkesirspor               | 0:1 (0:0)             | Vanspor FK                    |
| 24.09. 18:00 Uhr | Osmanlıspor FK              | 1:1 n. V. (4:5 i. E.) | İçel İdmanyurdu               |
| 24.09. 18:00 Uhr | Adanaspor                   | 3:1 n. V. (1:1, 1:1)  | Fethiyespor                   |
| 24.09. 18:00 Uhr | Amed SK                     | 4:1 (1:0)             | Ağrı 1970 SK                  |
| 24.09. 19:30 Uhr | Kocaelispor                 | 0:1 (0:1)             | Sivas Belediyespor            |
| 25.09. 12:00 Uhr | Hacettepespor               | 0:4 (0:1)             | Denizlispor                   |
| 25.09. 13:00 Uhr | Fatsa Belediyespor          | 0:4 (0:2)             | Samsunspor                    |
| 25.09. 13:00 Uhr | Elazığspor                  | 0:1 (0:0)             | Büyükçekmece Tepecikspor      |
| 25.09. 13:00 Uhr | Görelespor                  | 4:1 (2:1)             | Giresunspor                   |
| 25.09. 13:00 Uhr | Hekimoğlu Trabzon           | 2:0 n. V.             | Adana Demirspor               |
| 25.09. 13:00 Uhr | Erzinspor                   | 1:4 (0:2)             | İnegölspor                    |
| 25.09. 13:30 Uhr | Zonguldak Kömürspor         | 2:2 n. V. (4:5 i. E.) | Niğde Anadolu FK              |
| 25.09. 13:30 Uhr | Ankara Demirspor            | 1:2 n. V. (1:1, 1:0)  | Başkent Akademi FK            |
| 25.09. 13:30 Uhr | Kemerspor 2003              | 2:2 n. V. (4:2 i. E.) | Sarıyer SK                    |
| 25.09. 14:00 Uhr | Tuzlaspor                   | 2:1 (2:1)             | Nazilli Belediyespor          |
| 25.09. 14:00 Uhr | Silivrispor                 | 1:2 (1:1)             | Kastamonuspor 1966            |
| 25.09. 14:00 Uhr | Kırklarelispor              | 1:0 (0:0)             | 1954 Kelkit Belediyespor      |
| 25.09. 14:00 Uhr | Menemenspor                 | 2:1 (0:0)             | Kırşehir Belediyespor         |
| 25.09. 14:00 Uhr | Ergene Velimeşe SK          | 1:4 (0:2)             | Eyüpspor                      |
| 25.09. 14:00 Uhr | Pendikspor                  | 0:3 (0:0)             | Turgutluspor                  |
| 25.09. 14:00 Uhr | Manisa FK                   | 2:1 (1:0)             | Elazığ Belediyespor FK        |
| 25.09. 14:00 Uhr | Bandırmaspor                | 2:1 n. V. (1:1, 1:0)  | Etimesgut Belediyespor        |
| 25.09. 14:00 Uhr | BB Bodrumspor               | 3:0 (1:0)             | Erbaaspor                     |
| 25.09. 15:00 Uhr | Istanbulspor                | 3:2 n. V. (2:2, 0:1)  | Pazarspor                     |
| 25.09. 15:30 Uhr | Kahramanmaraşspor           | 1:4 (0:0)             | Fatih Karagümrük SK           |
| 25.09. 17:30 Uhr | Diyarbekirspor              | 2:1 (0:1)             | Eskişehirspor                 |
| 25.09. 18:00 Uhr | Tarsus İdman Yurdu          | 4:0 (2:0)             | Darıca Gençlerbirliği         |
| 25.09. 18:00 Uhr | Kardemir Karabükspor        | 1:1 n. V. (5:6 i. E.) | Gümüşhanespor                 |
| 25.09. 18:00 Uhr | Afjet Afyonspor             | 0:1 (0:0)             | Bayrampaşaspor                |
| 25.09. 19:30 Uhr | Göztepe Izmir               | 3:0 (0:0)             | Yozgatspor 1959 FK            |
| 26.09. 12:00 Uhr | Kırıkkale Büyük Anadoluspor | 0:4 (0:1)             | Gaziantep FK                  |
| 26.09. 13:30 Uhr | Hatayspor                   | 0:1 (0:0)             | Siirt İl Özel İdaresi SK      |
| 26.09. 15:30 Uhr | Gençlerbirliği Ankara       | 2:0 (1:0)             | Osmaniyespor                  |
| 26.09. 17:30 Uhr | Akhisarspor                 | 0:0 n. V. (2:4 i. E.) | Bayburt Grup İl Özel İdare GS |
| 26.09. 19:30 Uhr | Sakaryaspor                 | 1:1 n. V. (3:4 i. E.) | 1074 Çankırıspor              |

## 4. Hauptrunde
An der 4. Hauptrunde nahmen die 46 Sieger aus der 3. Hauptrunde teil. Außerdem kamen Alanyaspor, Antalyaspor, Çaykur Rizespor, Sivasspor, Fenerbahçe Istanbul, Kayserispor, Konyaspor und MKE Ankaragücü dazu.
| Datum            |                               | Ergebnis              |                          |
| ---------------- | ----------------------------- | --------------------- | ------------------------ |
| 29.10. 11:00 Uhr | Altınordu Izmir               | 3:1 (2:0)             | Amed SK                  |
| 29.10. 11:00 Uhr | 1074 Çankırıspor              | 1:3 (0:2)             | Çaykur Rizespor          |
| 29.10. 11:00 Uhr | Hekimoğlu Trabzon             | 3:0 (1:0)             | Menemenspor              |
| 29.10. 11:45 Uhr | Niğde Anadolu FK              | 0:0 n. V. (2:3 i. E.) | Antalyaspor              |
| 29.10. 12:30 Uhr | Eyüpspor                      | 1:0 n. V.             | Konyaspor                |
| 29.10. 14:30 Uhr | Altay Izmir                   | 1:0 (0:0)             | Görelespor               |
| 29.10. 16:30 Uhr | Adanaspor                     | 3:0 (1:0)             | Diyarbekirspor           |
| 29.10. 18:30 Uhr | Alanyaspor                    | 3:0 (3:0)             | İnegölspor               |
| 30.10. 11:00 Uhr | Vanspor FK                    | 1:0 (1:0)             | Sancaktepe FK            |
| 30.10. 11:00 Uhr | Kastamonuspor 1966            | 1:1 n. V. (4:5 i. E.) | 24Erzincanspor           |
| 30.10. 11:00 Uhr | Gümüşhanespor                 | 0:3 (0:0)             | Samsunspor               |
| 30.10. 11:30 Uhr | Keçiörengücü                  | 3:1 (1:1)             | Siirt İl Özel İdaresi SK |
| 30.10. 11:30 Uhr | Payasspor                     | 2:3 (1:1)             | Manisa FK                |
| 30.10. 11:45 Uhr | Kemerspor 2003                | 2:3 (1:2)             | Kasımpaşa Istanbul       |
| 30.10. 12:00 Uhr | Fatih Karagümrük SK           | 4:1 (2:1)             | Bandırmaspor             |
| 30.10. 12:00 Uhr | Karacabey Belediyespor        | 1:3 (0:1)             | Tuzlaspor                |
| 30.10. 12:00 Uhr | İstanbulspor                  | 5:2 n. V. (2:2, 1:1)  | Büyükçekmece Tepecikspor |
| 30.10. 12:30 Uhr | BB Erzurumspor                | 3:1 (2:0)             | BB Bodrumspor            |
| 30.10. 14:30 Uhr | Gençlerbirliği Ankara         | 0:2 (0:1)             | Erokspor                 |
| 30.10. 16:30 Uhr | Göztepe Izmir                 | 3:0 (2:0)             | Sivas Belediyespor       |
| 30.10. 18:30 Uhr | Tarsus İdman Yurdu            | 1:3 (0:2)             | Fenerbahçe Istanbul      |
| 31.10. 11:00 Uhr | Bayburt Grup İl Özel İdare GS | 1:2 (1:1)             | Bursaspor                |
| 31.10. 11:45 Uhr | Başkent Akademi FK            | 0:6 (0:3)             | Sivasspor                |
| 31.10. 12:30 Uhr | Kırklarelispor                | 1:0 (1:0)             | MKE Ankaragücü           |
| 31.10. 14:30 Uhr | Kayserispor                   | 2:0 n. V.             | Bayrampaşaspor           |
| 31.10. 16:30 Uhr | Gaziantep FK                  | 3:0 (1:0)             | Turgutluspor             |
| 31.10. 18:30 Uhr | Denizlispor                   | 4:1 (2:1)             | İçel İdmanyurdu          |

## 5. Hauptrunde
In der 5. Runde nehmen die 27 Sieger aus der 4. Hauptrunde sowie die fünf besten Mannschaften aus der vorherigen Süper-Lig-Saison (Galatasaray Istanbul, Beşiktaş Istanbul, Istanbul Başakşehir FK, Trabzonspor und Yeni Malatyaspor) teil.
- Hinrunde: 3. bis 5. Dezember 2019
- Rückrunde: 17. bis 19. Dezember 2019

|                      | Gesamt    |                        | Hinspiel  | Rückspiel |
| -------------------- | --------- | ---------------------- | --------- | --------- |
| Kasımpaşa Istanbul   | 4:3       | Vanspor FK             | 2:1 (2:1) | 2:2 n. V. |
| Altay Izmir          | 2:6       | Trabzonspor            | 1:2 (0:1) | 1:4 (0:0) |
| Beşiktaş Istanbul    | 3:2       | 24Erzincanspor         | 3:0 (2:0) | 0:2 (0:1) |
| Altınordu Izmir      | 5:7       | Denizlispor            | 3:5 (1:1) | 2:2 (0:2) |
| Yeni Malatyaspor     | 5:3       | Keçiörengücü           | 3:1 (2:0) | 2:2 (0:0) |
| Hekimoğlu Trabzon    | 0:3       | Istanbul Başakşehir FK | 0:1 (0:1) | 0:2 (0:0) |
| Galatasaray Istanbul | 4:2       | Tuzlaspor              | 0:2 (0:0) | 4:0 (3:0) |
| BB Erzurumspor       | 5:4       | Bursaspor              | 4:2 (1:1) | 1:2 (1:0) |
| Çaykur Rizespor      | 4:3       | Samsunspor             | 3:2 (3:1) | 1:1 (0:0) |
| Erokspor             | 1:2       | Sivasspor              | 0:2 (0:1) | 1:0 (0:0) |
| Fenerbahçe Istanbul  | 6:0       | Istanbulspor           | 4:0 (2:0) | 2:0 (0:0) |
| Eyüpspor             | 2:5       | Antalyaspor            | 0:3 (0:2) | 2:2 (1:1) |
| Alanyaspor           | 12:20     | Adanaspor              | 5:1 (1:0) | 7:1 (4:0) |
| Fatih Karagümrük SK  | 2:4       | Göztepe Izmir          | 1:2 (0:1) | 1:2 (1:1) |
| Kayserispor          | 6:5       | Manisa FK              | 3:2 (1:0) | 3:3 (0:1) |
| Kırklarelispor       | (a)4:4(a) | Gaziantep FK           | 2:1 (1:0) | 2:3 (1:1) |

## Achtelfinale
- Hinrunde: 14. bis 16. Januar 2020
- Rückrunde: 21. bis 23. Januar 2020

|                        | Gesamt          |                      | Hinspiel  | Rückspiel |
| ---------------------- | --------------- | -------------------- | --------- | --------- |
| Istanbul Başakşehir FK | (a)1:1(a)       | Kırklarelispor       | 1:1 (0:0) | 0:0       |
| Kayserispor            | 0:2             | Fenerbahçe Istanbul  | 0:0       | 0:2 (0:2) |
| Alanyaspor             | 5:4             | Kasımpaşa Istanbul   | 3:1 (3:1) | 2:3 (1:2) |
| BB Erzurumspor         | 6:4             | Beşiktaş Istanbul    | 3:2 (1:1) | 3:2 (1:1) |
| Antalyaspor            | 6:5             | Göztepe Izmir        | 4:3 (2:2) | 2:2 (2:1) |
| Sivasspor              | 5:2             | Yeni Malatyaspor     | 4:0 (3:0) | 1:2 (1:0) |
| Trabzonspor            | 2:2 (4:2 i. E.) | Denizlispor          | 2:0 (1:0) | 0:2 n. V. |
| Çaykur Rizespor        | 2:3             | Galatasaray Istanbul | 1:1 (1:1) | 1:2 (0:0) |

## Viertelfinale
- Hinrunde: 4. bis 6. Februar 2020
- Rückrunde: 11. bis 13. Februar 2020

|                | Gesamt    |                      | Hinspiel  | Rückspiel |
| -------------- | --------- | -------------------- | --------- | --------- |
| Kırklarelispor | 0:4       | Fenerbahçe Istanbul  | 0:3 (0:1) | 0:1 (0:0) |
| Alanyaspor     | (a)3:3(a) | Galatasaray Istanbul | 2:0 (1:0) | 1:3 (1:1) |
| Trabzonspor    | 9:1       | BB Erzurumspor       | 5:0 (3:0) | 4:1 (1:1) |
| Antalyaspor    | (a)1:1(a) | Sivasspor            | 0:0       | 1:1 (0:1) |

## Halbfinale
- Hinrunde: 3. bis 4. März 2020
- Rückrunde: 16. bis 18. Juni 2020

|             | Gesamt |                     | Hinspiel  | Rückspiel |
| ----------- | ------ | ------------------- | --------- | --------- |
| Trabzonspor | 5:2    | Fenerbahçe Istanbul | 2:1 (0:0) | 3:1 (1:1) |
| Antalyaspor | 0:5    | Alanyaspor          | 0:1 (0:0) | 0:4 (0:2) |

## Finale
| Paarung        | Trabzonspor – Alanyaspor |
| Ergebnis       | 2:0 (1:0) |
| Datum          | 29. Juli 2020 |
| Stadion        | Atatürk-Olympiastadion, Istanbul |
| Schiedsrichter | Ali Palabıyık (Ankara) |
| Tore           | 1:0 Ömür (25.) 2:0 Sørloth (90.+10') |
| Trabzonspor    | Uğurcan Çakır – Filip Novák (79. Kamil Ahmet Çörekçi), Gastón Campi, Hüseyin Türkmen, João Pereira (90.+1' Manuel da Costa) – Caleb Ekuban (41. Bilal Başacıkoğlu), Abdülkadir Parmak (90.+1. Papa Alioune Ndiaye), Guilherme, José Ernesto Sosa , Abdülkadir Ömür – Alexander Sørloth Cheftrainer: Eddie Newton (interim) |
| Alanyaspor     | Carlos Marafona – Fabrice N’Sakala, Giorgos Tzavelas, Steven Caulker, Juanfran – Ceyhun Gülselam (74. Mustafa Pektemek), Manolis Siopis (54. Salih Uçan), Junior Fernándes, Anastasios Bakasetas, Efecan Karaca (63. Onur Bulut) – Papiss Demba Cissé Cheftrainer: Erol Bulut                                              |
| Gelbe Karten   | Campi (17.), Pereira (61.) – Siopis (12.) |

## Torschützenliste
| Rang            | Name                 | Mannschaft                   | Tore |
| --------------- | -------------------- | ---------------------------- | ---- |
| 1.              | Óscar Estupiñán      | Denizlispor                  | 7    |
| 1.              | Oltan Karakullukçu   | BB Erzurumspor               | 7    |
| 1.              | Alexander Sørloth    | Trabzonspor                  | 7    |
| 4.              | Harun Alpsoy         | Antalyaspor                  | 4    |
| 4.              | Anastasios Bakasetas | Alanyaspor                   | 4    |
| 4.              | Yacine Bammou        | Alanyaspor                   | 4    |
| 4.              | Papiss Demba Cissé   | Alanyaspor                   | 4    |
| 4.              | Mevlüt Erdinç        | Fenerbahçe Istanbul          | 4    |
| 4.              | Guilherme            | Yeni Malatyaspor Trabzonspor | 4    |
| 4.              | Ahmethan Köse        | Samsunspor                   | 4    |
| 4.              | Abdulkadir Kuzey     | Keçiörengücü                 | 4    |
| 4.              | Harun Özcan          | Eyüpspor                     | 4    |
| 4.              | Kenan Özer           | Gaziantep FK                 | 4    |
| 4.              | Marko Šćepović       | Çaykur Rizespor              | 4    |
| 4.              | Mert Yandaş          | Sivasspor                    | 4    |
| Stand: Endstand |                      |                              |      |